# Karl Scholl (Bildhauer)

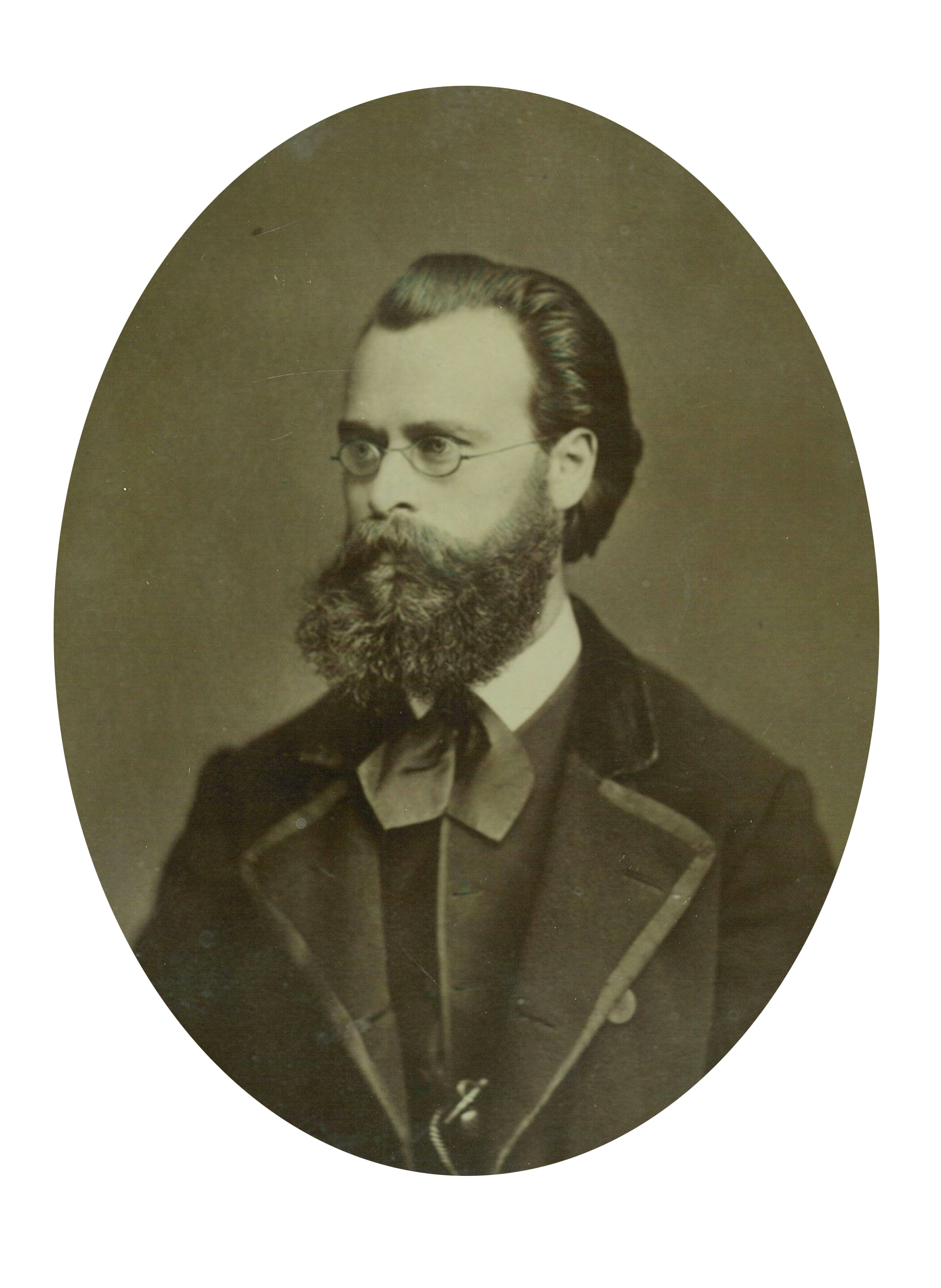
Karl Scholl

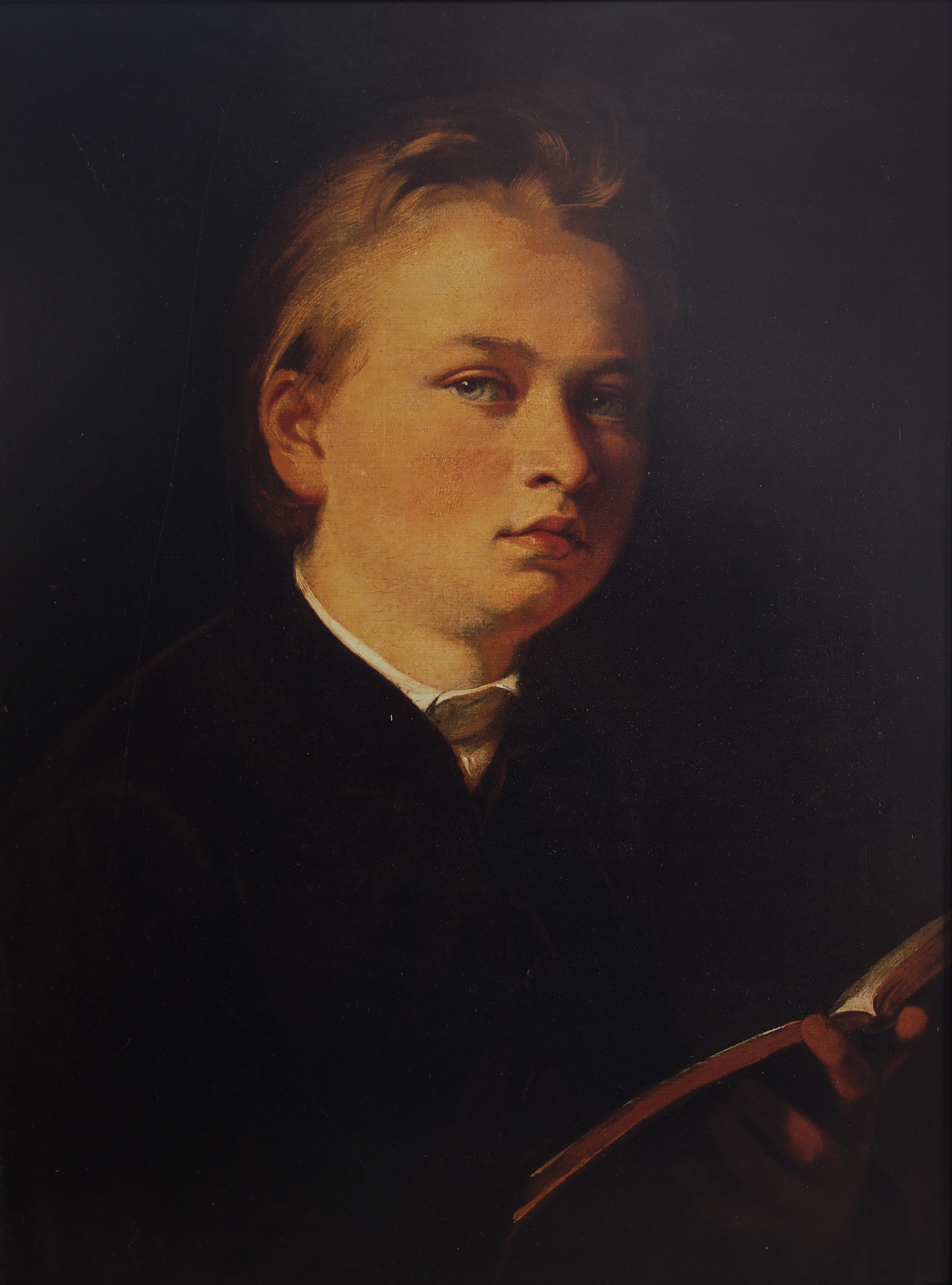
Porträt als Knabe von seinem Vater, Johann Baptist Scholl (der Jüngere)

Karl Scholl (* 11. Juli 1840 in München; † 12. Januar 1912 in Darmstadt) war ein deutscher Bildhauer.

## Leben
Karl Scholl wurde 1840 in München geboren, wo sich sein Vater Johann Baptist Scholl (der Jüngere) nach dem Studium an der Akademie der Bildenden Künste München als Bildhauer niedergelassen hatte. 1842 siedelte die Familie nach Mainz über, wo der Vater die Werkstatt seines Vetters Joseph Friedrich übernahm. Für einige Zeit besuchte Karl das Städelsche Kunstinstitut in Frankfurt am Main. 1860 trat er in die Werkstatt seines Vaters ein, der bereits 1847 nach Rödelheim bei Frankfurt am Main gezogen war. Er unterstützte seinen Vater bei einer Reihe von Aufträgen.
Zu seinen eigenen Werken zählen u. a. eine überlebensgroße Büste Ludwigs I. und Ludwigs III., die sich heute in der Bessunger Orangerie befinden. Daneben hat er zahlreiche Bildnisreliefs angefertigt, u. a. ein Relief seines Vaters, das sich auf dem Alten Friedhof in Darmstadt befindet.
Von 1871 bis 1877 betrieb Karl Scholl zudem in der Elisabethenstraße 66 in Darmstadt eine Photografische Anstalt unter der Bezeichnung Joh. Bapt. Scholl Sohn. Seit 1873 nahm er den Fotografen H. Hardt in die Anstalt auf. Deshalb firmierte diese unter J. B. Scholl & Cie. 1895 schuf er beim Neubau des Hauptgebäudes der TH Darmstadt die Ornamentfelder und 24 Porträtplaketten berühmter Wissenschaftler an der Fassade des Gebäudes.
Karl Scholl verstarb im Alter von 71 Jahren in Darmstadt. Sein Sohn Hermann (1875–1957) setzte die Familientradition fort. Nach dem Tod des Vaters übernahm er dessen Werkstatt in Darmstadt und führte sie fort.

## Ehrungen
- 1875: Ernennung zum Hofbildhauer